# 双才镇
双才镇，是中华人民共和国四川省内江市东兴区下辖的一个乡镇级行政单位。2019年12月，撤销三烈镇，将其所属行政区域划归双才镇管辖。

## 行政区划
双才镇下辖以下地区：
贾家社区、黄连铺社区、十字村、二八村、双才村、楠林村、胡石村、滴水村、玉皇观村、瓢儿井村、水大田村、芦音村、五龙村、长冲村、白马村、贾家村、花庙村、三关村、柳冲村、涂家村、高屋村和阳坡村和白云社区、罗皇村、黄家坡村、洪兴村、石门村、万里村、对坡村、三元桥村、石花村、长河村、瓦子坳村、竽河村和牛皇村。